# 학다리중앙초등학교
학다리중앙초등학교는 대한민국 전라남도 함평군 학교면 학교리에 있는 공립 초등학교이다. 2021년 기준으로 학교면 내 유일한 1면 1교 학교로 유지되고 있다. 현재 위치는 통합 이전에 학다리초등학교가 있었던 곳이며, 통합 이전에는 학교면 영산로 3673 (죽정리 897)에 위치해 있었다.

## 학교 연혁
- 1923년 11월 1일 학교공립보통학교(4년제) 개교설립인가 8월 1일
- 1926년 4월 1일 6년제로 개편
- 1938년 4월 1일 학교동공립심상소학교로 개칭[2]
- 1941년 4월 1일 학교동공립국민학교로 개칭[3]
- 1949년 3월 2일 학다리중앙공립국민학교로 개칭
- 1950년 4월 1일 학다리중앙국민학교로 개칭[4]
- 1982년 9월 1일 복천분교장[5], 신성분교장[6] 편입
- 1984년 6월 8일 병설유치원 개원
- 1994년 3월 1일 복천분교장 통폐합
- 1996년 3월 1일 학다리중앙초등학교로 개칭[7]
- 2000년 3월 1일 금송분교장, 신성분교장 통폐합
- 2008년 9월 1일 학다리초등학교 통폐합
- 2009년 9월 1일 영창초등학교 통폐합
- 2009년 12월 18일 신축학교 준공식
- 2010년 3월 1일 현재 위치로 이전[8][9]
- 2019년 3월 1일 제31대 김병남 교장 부임
- 2021년 2월 5일 제94회 졸업식 졸업생:18명(총 6,796명 배출)

## 학교 상징
- 교화 - 벚꽃 : 아름다운 품성
- 교목 - 소나무 : 굳센 의지
- 교색 - 녹색 : 꿈과 희망

## 참고 자료
- 학다리중앙초등학교 - 한국교육학술정보원 학교알리미